# Tomopisthes varius
Tomopisthes varius là một loài nhện trong họ Anyphaenidae.
Loài này thuộc chi Tomopisthes. Tomopisthes varius được Eugène Simon miêu tả năm 1884.